# 瓦萊德里斯科
瓦萊德里斯科（西班牙語：Valle de Riscó），是巴拿馬的城鎮，位於該國西北部，由博卡斯德爾托羅省的阿爾米蘭特區負責管轄，面積576.8平方公里，2010年人口4,187，人口密度每平方公里7.26人。